# 米诺阿佩迪亚达
米诺阿佩迪亚达（直译：米诺斯平原），是希腊克里特大区伊拉克利翁专区的一个市镇，位于克里特岛中部偏东。市镇面积为398.2平方公里，2011年人口数量为17,563人。

## 行政
现今的米诺阿佩迪亚达市镇是在2011年地方政府改革中设立的，由原3个市镇合并而成，而原市镇则成为新市镇的市区。